# Serhij Priadun
Serhij Anatolijowycz Priadun (ukr. Сергій Анатолійович Прядун; ur. 11 października 1974) – ukraiński zapaśnik w stylu wolnym. Olimpijczyk z  Aten 2004, gdzie zajął 20 miejsce w kategorii 120 kg.
Czwarty w mistrzostwach świata w 2003, piąty w 1997. Zdobył trzy medale na mistrzostwach Europy, srebro w 2003 i 2007. Czwarty w Pucharze Świata w 2003 i piąty w 2000. Brązowy medal na igrzyskach wojskowych w 1999 i 2007. Wojskowy mistrz (2001) i wicemistrz (2002) świata.